# Cascada

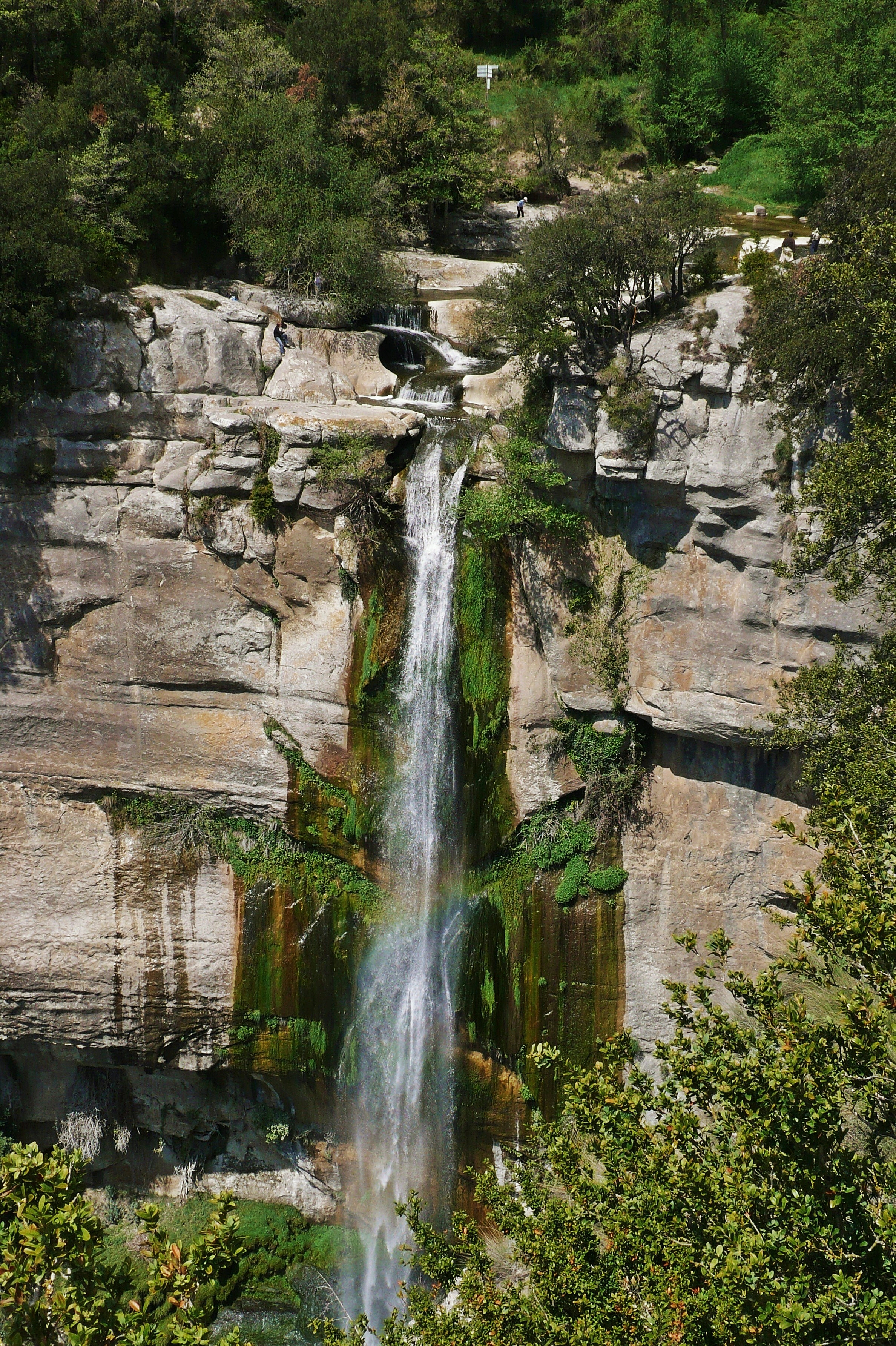
Salt de Sallent

Un salt d'aigua, cascada, saltant, sallent, fai o fall (al Vallès) és la caiguda d'un curs d'aigua en un desnivell sobtat del terreny: una cinglera, un penya-segat o una falla, el pas d'un sòl de roques dures a un altre de més toves i erosionables, etc. També es pot produir quan l'aigua de la fusió cau per la vora d'un iceberg o d'una plataforma de gel.

## Formació

Formació d'una cascada

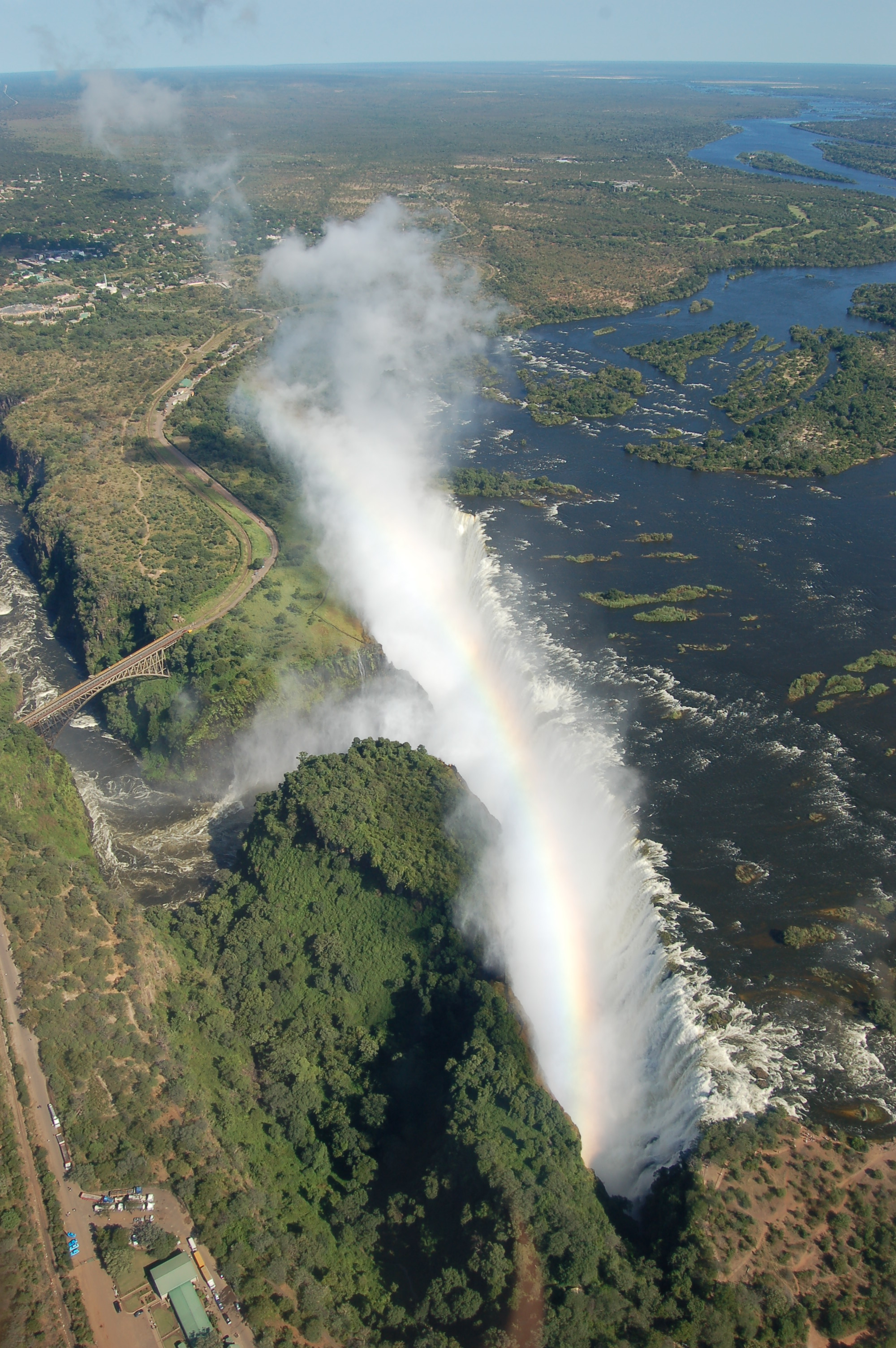
Vista aèria de les Cascades Victòria al riu Zambezi al sud d'Àfrica

Els salts d'aigua comunament es formen quan un riu és jove. En aquell moment el canal sovint és estret i profund. Quan el riu fa el seu curs sobre roca mare resistent, l'erosió ocorre lentament. A mesura que el curs d'aigua incrementa la seva velocitat, a prop del sallent, diposita material i causa una major increment de l'erosió. Això causa que el fall excavi més profundament el llit del riu arribant a crear un congost. La taxa de retrocés d'una cascada pot arribar a ser d'1,5 metres per any.

## Cascades
En castellà, francès i anglès les formes catarata, cataracte i cataract s'apliquen especialment a una cascada de grans dimensions i de gran cabal. En català, com que no s'ha acceptat aquesta paraula, tots els salts d'aigua grans són cascades.
El terme cascada també es pot referir a:
- Una font monumental d'on brolla l'aigua en forma de salt, com la cascada del Parc de la Ciutadella
- Un conjunt de focs artificials disposats de manera que la caiguda de llurs elements encesos imiti la forma d'un salt d'aigua
- Una seqüència d'esdeveniments probablement inevitable coneguda com a «efecte dòmino».

S'han elaborat diversos sistemes de classificació dels salts. Un de les més coneguts és la de Beisel, que agrupa els salts d'aigua en 10 classes basant-se en el volum mitjà d'aigua present al saltant (que depèn tant del cabal mitjà del riu com de l'alçada) mitjançant una escala logarítmica. Els salts de classe 10 inclouen les cascades del Niàgara, la Cascada Paulo Afonso i la Cascada Khone.
Les classes d'altres sallents coneguts inclouen les cascades Victoria i Kaieteur (classe 9); Rin i Gullfoss (classe 8); Salto Angel i Dettifoss (classe 7); Yosemite Falls, Lower Yellowstone Falls i Thi Lo Su (classe 6); i Sutherland (classe 5).

## Galeria d'imatges

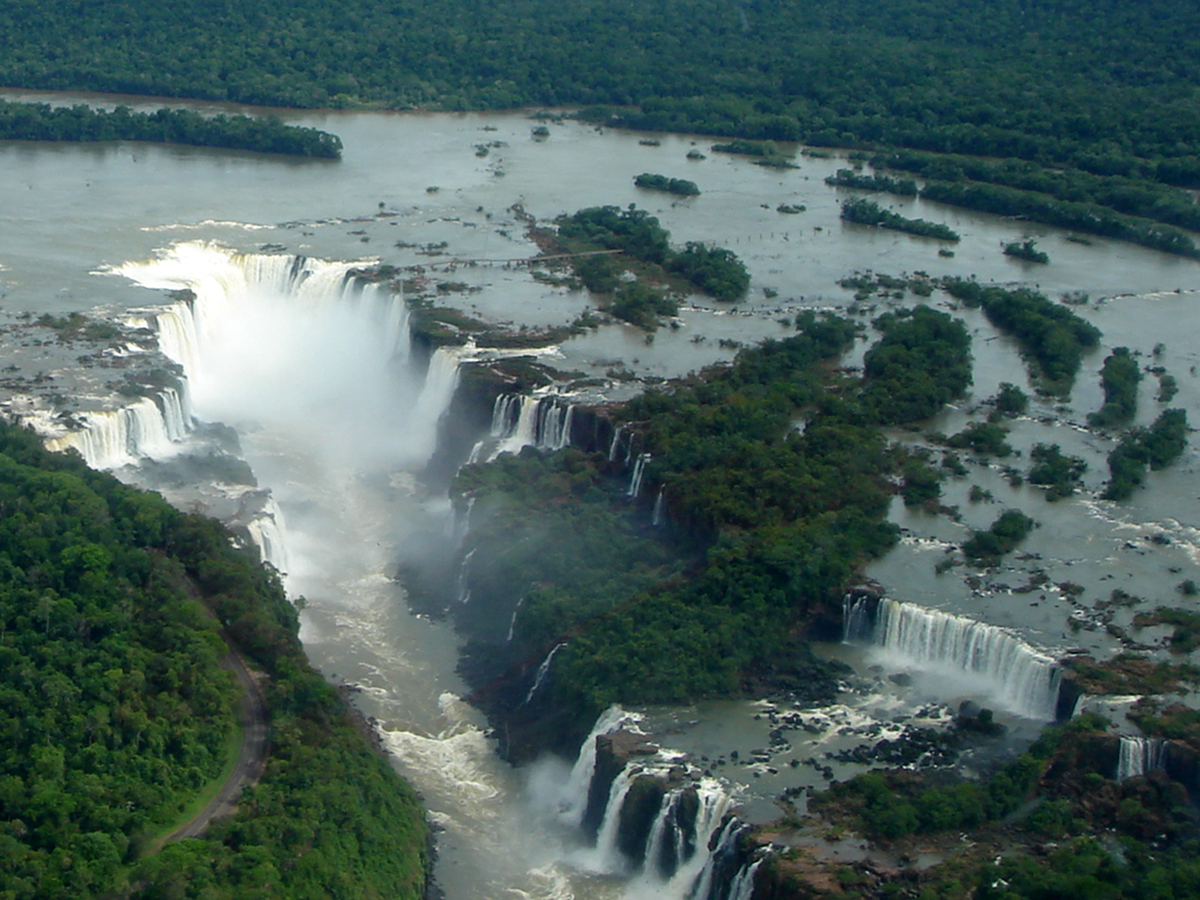
Cascades de l'Iguaçú entre el Brasil i l'Argentina
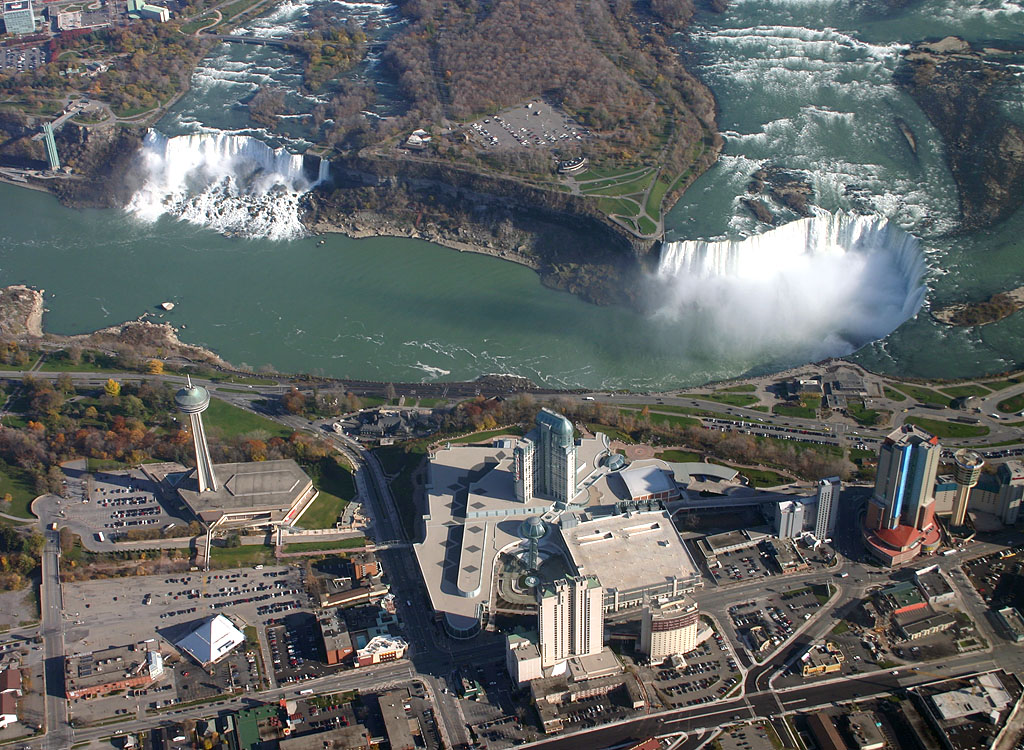
Cascades del Niàgara
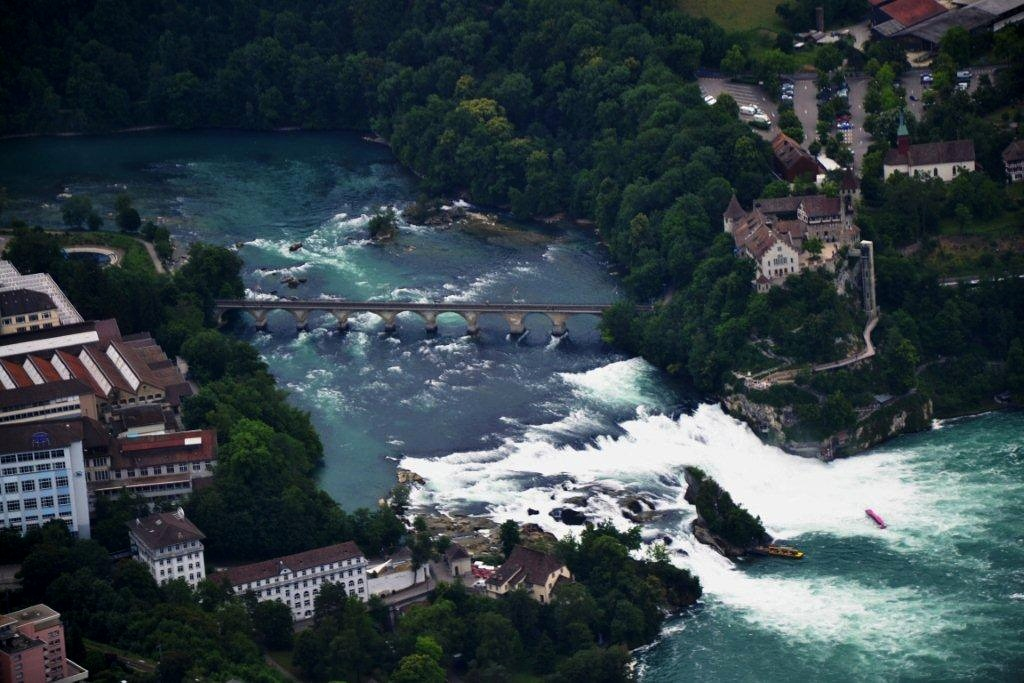
Cascades del Rin a Suïssa
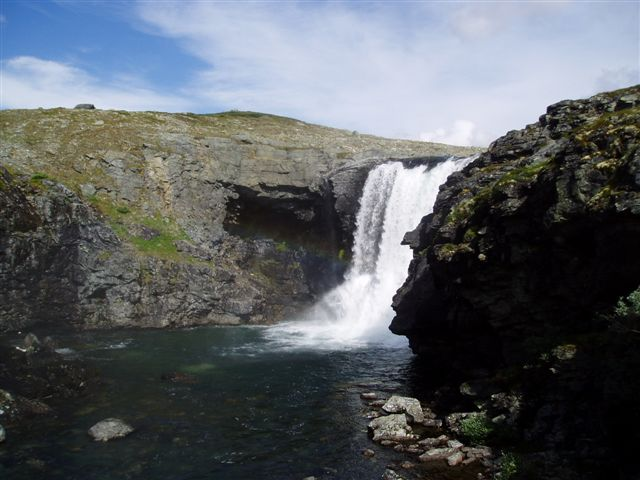
Salts Pihtsusköngäs a Enontekiö, Finlàndia
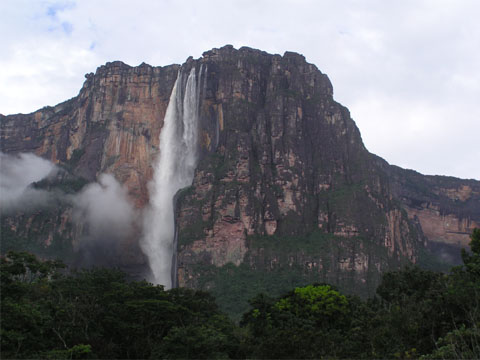
El Salto Angel a Veneçuela
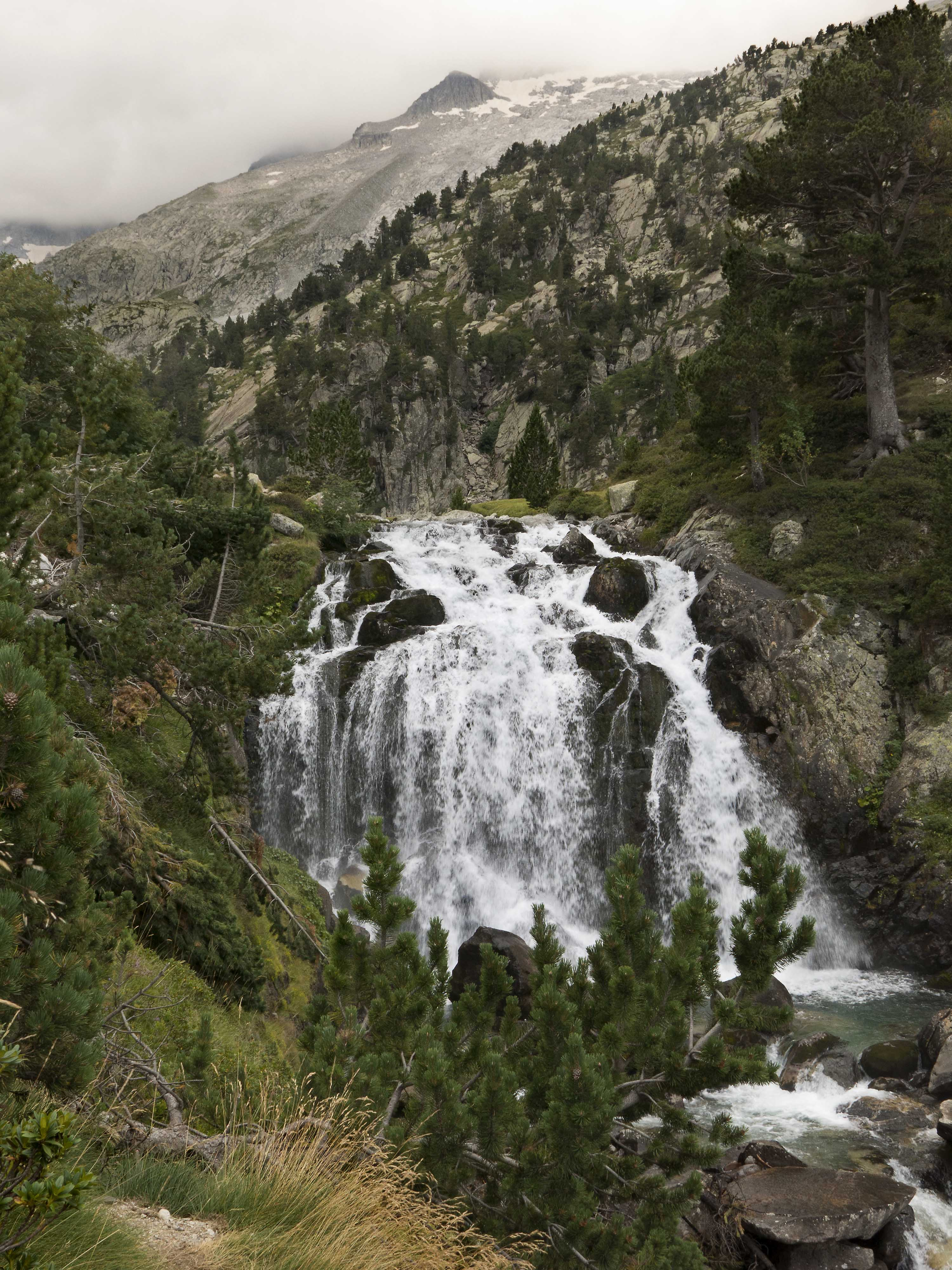
Cascada d'Aigualluts
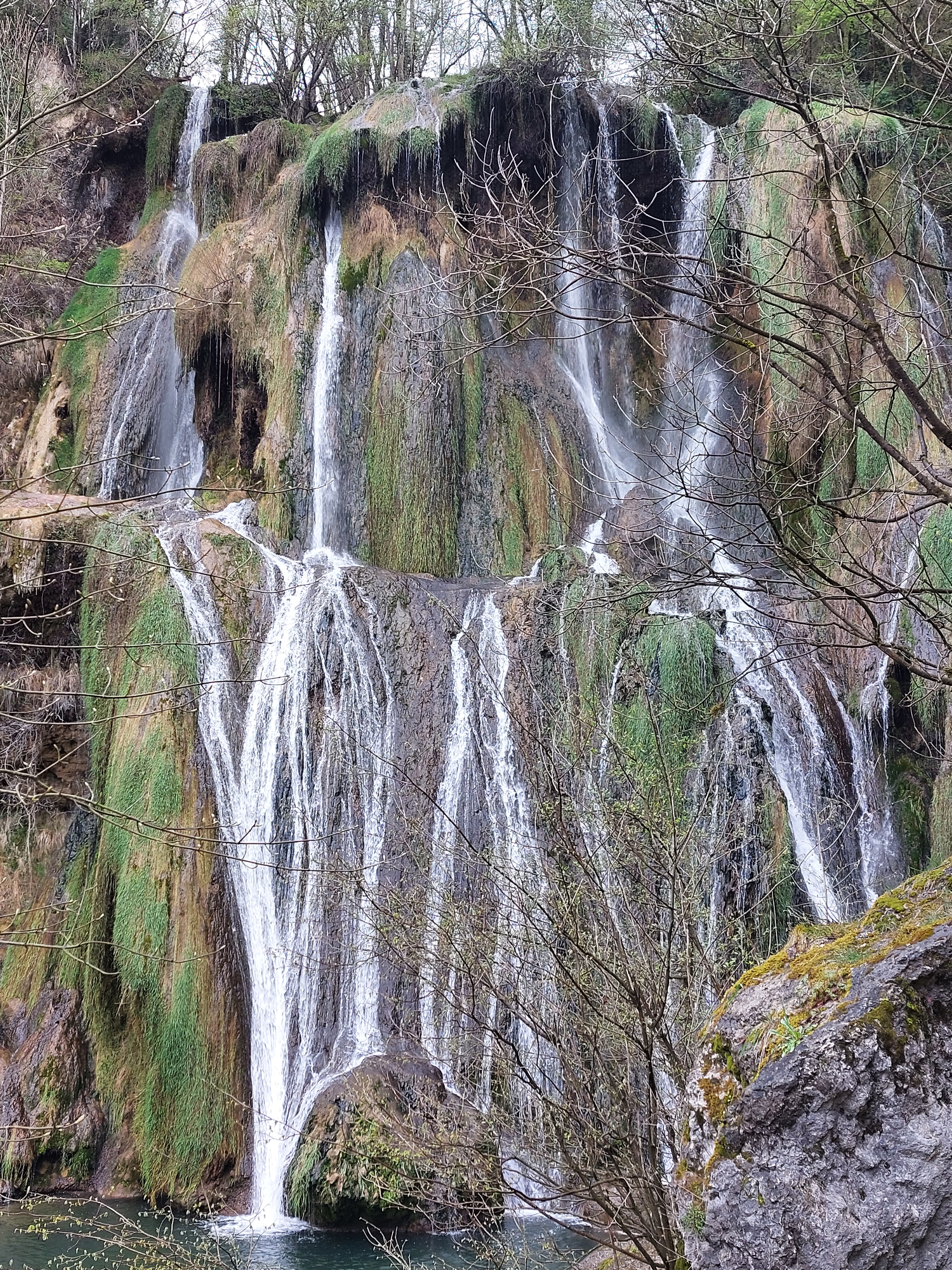
La Cascada de Glandieu, França